# Flaumiger Rindenpilz
Der Flaumige Rindenpilz (Peniophorella pubera, Syn.: Hyphoderma puberum) ist eine Ständerpilzart aus der Familie der Fältlingsverwandten (Meruliaceae). Sie besitzt teppichartige, membranöse Fruchtkörper von weißlicher Farbe aus und wächst auf Totholz von Laubbäumen, seltener Koniferen. Die Art ist von Australien über Südostasien bis in weite Teile der Holarktis verbreitet.

## Merkmale

### Makroskopische Merkmale
Der Flaumige Rindenpilz besitzt für die Gattung Peniophorella typische, resupinate, membranös-wachsartige Fruchtkörper. Sie sind weißlich bis ockerfarben. Ihr Hymenium ist unter dem bloßen Auge glatt, lässt unter der Lupe aber Poren und hervorstehende Zystiden erkennen. Die faserigen Ränder der Fruchtkörper besitzen keine klaren Konturen.

### Mikroskopische Merkmale
Wie bei allen Peniophorella-Arten ist die Hyphenstruktur des Flaumigen Rindenpilzes monomitisch, weist also nur generative Hyphen auf. Die 3–4 µm breiten Hyphen sind hyalin, dick- oder dünnwandig und stark verzweigt, die Septen weisen stets Schnallen auf. Die subhymenialen Hyphen verlaufen senkrecht zum Substrat. Die Zystiden der Art sind 60–150 × 10–18 µm groß und reichen deutlich über die Fruchtschicht hinaus. Die Basidien sind annähernd keulenförmig, besitzen vier Sterigmata und messen 20–30 × 5–6 µm. An der Basis besitzen sie eine Schnalle. Ihre Sporen sind schmalellipsoid und leicht gebogen, hyalin und dünnwandig. Sie messen 7–10 × 3,5–5 µm, sind inamyloid und besitzen stets einen Fortsatz (Apiculus).

## Verbreitung
Die bekannte Verbreitung der Art umfasst ein Areal, das von Australien über Südostasien bis nach Eurasien, Nordafrika und Nordamerika reicht. Sie bevorzugt in Europa meridionale und temperate Klimata.

## Ökologie
der Flaumige Rindenpilz wächst bei geeigneter Witterung das ganze Jahr über vor allem auf morschem Totholz von Laubbäumen (seltener Koniferen), besonders auf Eichen (Quercus spp.) und Erlen (Alnus spp.). Meist ist er in planaren bis submontanen Lagen zu finden.